# 宮下保司
宮下 保司（みやした やすし、1949年12月8日 - ）は、日本の生物学者。東京大学名誉教授。医学博士。東京都千代田区出身。専門は神経科学・脳生理学。日本学士院会員。
主な業績は連想記憶ニューロンの発見と大脳認知記憶システムの解明。

## 経歴
- 1972年 東京大学理学部物理学科卒業[2]
- 1974年 東京大学大学院理学系研究科修士課程修了[2]
- 1981年 医学博士[2]
- 1984年 オックスフォード大学客員講師[3]
- 1989年 東京大学医学部教授
- 1996年4月 岡崎国立共同研究機構 生理学研究所教授
- 1996年12月 東京大学大学院理学系研究科教授（生理学第一講座）
- 1997年 同 医学系研究科教授（生物物理学講座）

## 受賞歴
- 1997年 日産科学賞
- 1999年 上原賞
- 2003年 慶應医学賞
- 2004年 朝日賞[4]
- 2007年 日本学士院賞
- 2014年 藤原賞

## 編著
- 『脳から心へ　高次機能の解明に挑む』 下條信輔共編 岩波書店、1995年
- エリック・カンデル著 『カンデル神経科学』 日本語版監修 メディカル・サイエンス・インターナショナル、2014年